# Victor Capesius
Victor Capesius (n. 7 februarie 1907, Miercurea Sibiului, Austro-Ungaria – d. 20 martie 1985, Göppingen, Baden-Württemberg, Germania) a fost un criminal de război nazist, farmacist român de etnie germană (sas) și, din 1943, membru al NSDAP și al SS (Sturmbannführer).
Capesius a colaborat ca farmacist, în lagărul de exterminare de la Auschwitz, cu notoriul medic-criminal Josef Mengele, participând personal la selecțiile deportaților pentru camerele de gazare.
La 31 mai 1946 Tribunalul Poporului de la Cluj l-a declarat criminal de război și l-a condamnat la moarte în contumacie.

## Date biografice
Fiu de medic, Capesius a studiat farmacia la Universitatea din Cluj, studii pe care le-a terminat la Viena.
În 1931 și-a efectuat stagiul militar de un an în armata română unde a fost promovat la gradul de căpitan.
În 1933 și-a luat doctoratul în farmacie. Începând din 1934 a fost reprezentantul în România al firmei germane IG Farben.
În cel de-al Doilea Război Mondial, Capesius a fost mobilizat în armata română ca farmacist la un spital militar apoi, fiind de etnie germană, s-a încadrat în Wehrmacht (1943) de unde a fost cooptat în SS. În același an a fost trimis la specializare la lagărul central sanitar din Varșovia apoi, ca farmacist în Lagărul de concentrare Dachau.
În februarie 1944 a fost transferat la lagărul din Auschwitz, unde a ajuns farmacist-șef, post pe care l-a deținut până la evacuarea lagărului în ianuarie 1945. Între timp ajunsese la gradul de Sturmbannführer (echivalent cu cel de maior în armată). Pe lângă participarea la selecții umane la Auschwitz, Capesius a colaborat cu Mengele și la experiențele sale genetice pe cobai umani.

## Perioada de după război
După terminarea războiului a fost arestat de britanici în Schleswig-Holstein și internat în lagărul de denazificare de la Neuengamme. În 1947 un tribunal l-a declarat nevinovat și a fost eliberat. A plecat la Stuttgart, unde a studiat electrotehnica la Universitatea Tehnică. În timpul unei vizite la München a fost recunoscut de către Leon Czekalski, un fost prizonier de la Auschwitz. Denunțat, a fost arestat de poliția militară americană și deținut la lagărele din Dachau și Ludwigsburg. Deoarece nu i s-a putut dovedi nici o crimă, a fost eliberat în august 1947. S-a întors la Stuttgart, unde a găsit serviciu ca farmacist într-o farmacie, iar în 1950 a cumpărat o farmacie la Göppingen. Se crede că Victor Capesius s-a îmbogățit de pe urma jefuirii efectelor personale și a dinților de aur de la deportații uciși, iar aurul obținut pe această cale i-a fost capitalul de investiție pentru viața de după război.
La începutul lui 1959, pe baza unor dovezi asupra activității sale ca membru al SS, Capesius a fost arestat din nou, fiind ținut în arest preventiv timp de 8 ani și trimis în judecată de procurorul Fritz Bauer. Procesul a avut loc între anii 1963-1965 la Frankfurt pe Main. Principala acuzație contra sa a fost uciderea în chinuri a 8.000 de deținuți în lagărul de exterminare de la Auschwitz și participarea la uciderea altor 8.000. Încă înainte ca sentința procesului din 1965 să devină definitivă (în februarie 1969), a fost eliberat în ianuarie 1968. Conform unor informații, în ziua în care a fost eliberat din detenție s-a dus la un spectacol în orașul Göppingen, unde a fost primit de spectatori cu aplauze.
Capesius nu a mai fost urmărit pentru crimele comise și a decedat la 20 martie 1985.

## Filmografie
- de  Cinematografia Holocaust-ului, Fritz Bauer Institut: Victor Capesius (Angeklagter / SS-Apotheker), fragmente din mărturia lui Capesius la procesul său de la Frankfurt (1963-1965) cu privire la colaborarea sa cu Mengele la Auschwitz, inclusiv fotografii și scene de la selecții, TV documentary, ID: FBW000644, Germany (FR), 1964.